# Lachlan Morton
Lachlan Morton (* 2. Januar 1992 in Port Macquarie) ist ein  australischer Radrennfahrer.

## Karriere
Lachlan Morton gewann 2010 das kanadische Junioren-Etappenrennen Tour de l’Abitibi plus zwei Etappen. 2011 ging er zu Chipotle Development Team. Ende 2012 wurde Morton Stagiaire bei Garmin-Sharp. Dort bekam er seinen Profivertrag und fuhr dort für weitere zwei Jahre. In dieser Zeit gewann er jeweils die Nachwuchswertungen bei der USA Pro Challenge und bei der Tour of Utah, wo er zusätzlich noch einen Etappensieg errang.
2015 schloss er sich der Mannschaft Jelly Belly-Maxxis an. 2016 siegte Morton in der Gesamtwertung bei Tour of Utah und bei der Tour of the Gila in den Vereinigten Staaten. Bei den Etappenrennen holte er auch je eine Etappe dazu.
2017 wechselte er zum südafrikanische Team Dimension Data. Bei der Kalifornien-Rundfahrt 2017 gewann er die Nachwuchswertung und wurde in der Gesamtwertung Siebter.  Außerdem bestritt er die Vuelta a España 2017, seine erste Grand Tours in seiner Karriere, die er auf Rang 90 beendete. Bei der Österreich-Rundfahrt 2018 wurde Morton auf der sechsten Etappe Vierter  und auf der achten Etappe Fünfter.
2019 kehrte Morton zum Team EF Pro Cycling zurück. Er bestreitet auch Wettbewerbe des „alternativen“ Rennkalenders mit Gravel- und Ultracyclingrennen. Im September 2020 gewann er im Süden Spaniens das Ultrarennen Badlands, wobei er in 43,5 Stunden 719 Kilometer absolvierte. Seit Juli 2022 hat er keinen Teamvertrag mehr, bestreitet aber weiterhin Gravel- und Ultra-Rennen. 

## Diverses
Nachdem Morton 2021 von seinem Team nicht für die Tour de France nominiert worden war, fuhr er hinter dem Feld alleine die gesamte Strecke inklusive der Transfers von den Ziel- zu den Startorten. Er legte dabei insgesamt 5.510 Kilometer und 65.500 Höhenmeter zurück, 2000 Kilometer mehr als die offiziellen Teilnehmer, und kam am 13. Juli 2021 in Paris an, also fünf Tage vor dem Ende der offiziellen Tour de France. Er sammelte dabei über 400.000 Euro Spenden für World Bicycle Relief.
Am 19. März 2022 startete Lachlan Morton in München auf eine 1000 Kilometer lange Nonstop-Tour mit dem Fahrrad via Tschechien und Österreich bis zur polnisch-ukrainischen Grenze mit dem Ziel, 50.000 Dollar für ukrainische Flüchtlinge zu sammeln. Seine Teamsponsoren unterstützten das Vorhaben mit einer Spende von zusätzlich 100.000 Dollar.

## Erfolge
2010
- Gesamtwertung und zwei Etappen Tour de l’Abitibi

2013
- Nachwuchswertung USA Pro Challenge
- eine Etappe und Nachwuchswertung Tour of Utah

2016
- Gesamtwertung und eine Etappe Tour of the Gila
- Gesamtwertung und eine Etappe Tour of Utah
- eine Etappe Tour de Hokkaidō

2017
- Nachwuchswertung Kalifornien-Rundfahrt

2019
- eine Etappe Tour of Utah

## Grand-Tour-Platzierungen
| Grand Tour            | 2017 | 2018 | 2019 | 2020 |
| --------------------- | ---- | ---- | ---- | ---- |
| Giro d’ItaliaGiro     | –    | –    | –    | 111  |
| Tour de FranceTour    | –    | –    | –    | –    |
| Vuelta a EspañaVuelta | 90   | –    | –    | –    |